# Arvika-Ny församling
Arvika-Ny församling är en församling i Västra Värmlands kontrakt i Karlstads stift. Församlingen ligger i Arvika kommun i Värmlands län och ingår i Arvika pastorat.

## Administrativ historik
Församlingen bildades 2023 genom sammanslagning av Arvika Västra, Arvika Östra och Ny församlingar och ingår i Arvika pastorat.

## Kyrkobyggnader
- Mikaelikyrkan
- Trefaldighetskyrkan
- Ny kyrka